# Antoine Dadin de Hauteserre
Antoine Dadin de Hauteserre (Cahors, 1602 - Toulouse, 1682), dit aussi Dadine d'Auteserre ou Dadin d'Hauteserre (en latin Antonius Dadinus Alteserra), est un jurisconsulte, canoniste et historien français, nommé professeur régent à l'Université de Toulouse par le chancelier Pierre Séguier en 1648. Il y enseigna jusqu'à sa mort.

## Publications
- 1641 : Lex romana, Toulouse, Arnaud Colomiez, 51 p. Lire en ligne.
- 1643 : De ducibus et comitibus provincialibus Galliae libri tres : in quibus eorum origines, incrementa & cum his Regalium usurpatio & casus illustrantur. Accessit de origine & statu feudorum, pro moribus Galliae liber singularis, Arnaud Colomiez, 336 p. (lire en ligne) ; réédité par Colomiez en 1645.
- 1648 : Rerum Aquitanicarum libri quinque, Toulouse, Arnaud Colomiez, 395 p. Lire en ligne.
- 1651 : Dissertationum juris canonici libri quator, quorum duo priores de adjutoribus Episcoporum, duo posteriores de sacris censibus, Toulouse, Arnaud Colomiez, 254 p. Lire en ligne.
- 1654 : Dissertationum juris canonici, liber quintus et sextus. De parochiis, deque officio & potestate parochi, Toulouse, Arnaud Colomiez, 146 p. (lire en ligne).
- 1657 : Rerum aquitanicarum libri quinque qui sequuntur quibus continentur gesta regum & ducum aquitaniae, a Clodoveo ad Eleenoram usque, Toulouse, Arnaud Colomiez, 532 p. Lire en ligne.
- 1659 : De fictionibus juris tractatus quinque. Quibus accessit solemnis praelectio ad 1. Cum societas. ff. pro socio, Paris, Pierre Lamy, 181 p. (lire en ligne).
- 1664 : Brevis et enucleata expositio in Institutionum Justiniani libros quatuor (également édité par Étienne Trevenay), Toulouse, Élie Léglise, 477 p. (lire en ligne) ; réédité par les mêmes en 1665.
- 1666 : Innocentius III. pontifex maximus, seu Commentarius perpetuus in singulas decretales hujusce Pontificis quae per libros V. Decretalium sparsae sunt, Paris, Louis Billaine, 637 p. (lire en ligne).
- 1669 : Notas & Observationes in XII libros epistolarum B. Gregorii Papae, hujus nominis I. cognominis Magni, Toulouse, Raymond Bosc, 1669, 336 p. Lire en ligne
- 1671 : 
  - Ecdicus Gregorii papae ... Ludovico Nubleo, advocato in senatu Parisiensi, epist. 2, Toulouse, 12 p.
  - Reverendo Patri Possino presbytero Societatis Jésu [Epistola], Toulouse, J. Pech, 7 p.
- 1672 : Constitutio Constantini, de episcopali judicio, vindicata adversus Jac. Gothofredum antecessorem Genevensem, Toulouse.
- 1674 : Asceticon sive originum rei monasticae libri decem], Paris, chez Billaine, 500 p. Lire en ligne.
- 1679 : 
  - Recitationes quotidianae in Claudii Tryphonini libros XXI dsputationum, et varias partes Digestorum et Codicis, tomis V distinctae, Toulouse, Pech, 720 p. (lire en ligne).
  - Notae et observationes in X libros Historiae Francorum B. Gregorii, Turonensis episcopi, et supplementum Fredegarii], Toulouse, J. Pech, 414 p. Lire en ligne.
  - De Fictionibus juris, pars secunda complectens VI. et VII. tractatum, Paris, Louis Billaine, 136 p. ; réédité à Halle et Helmstadt en 1769 Lire en ligne.
- 1680 : 
  - Notae et observationes in Anastasium De Vitis Romanorum pontificum], Paris, Louis Billaine, 163 p. Lire en ligne.
  - In libros Clementinarum commentarii. Accessere sex praelectiones solemnes habitae pro instaurandis scholis, Paris, Louis Billiane, 142 p. (lire en ligne).
- 1684 : Recitationes quotidianae in varias partes digestorum & codicis, Toulouse, B. Guillemette.
- 1702 : Ecclesiasticae jurisdictionis vindiciae adversus Caroli Fevreti et aliorum Tractatus de abusu (également édité à Paris), Orléans, Devaux (lire en ligne).

De 1777 à 1780, l'édition des œuvres complètes (Opera Omnia), sous la direction scientifique du juriste Michel Marotta, est publiée en 11 tomes à Naples : 
- Tome I : De ecclesiasticae juridictionis vindiciis adversus Caroli Fevretti et aliorum tractatus de abusu susceptis Lire en ligne.
- Tome II : Asceticon sive originum rei monasticae libri decem Lire en ligne.
- Tome III : Quarum prior Notas & Observationes in "Anastasium" de vitis Romanorum pontificum; altera vero: Notas & Observationes in XII. libros epistolarum B. Gregorii papae hujus nominis I. cognominis Magni Lire en ligne.
- Tome IV : Rerum Aquitanicarum libri quinque Lire en ligne.
- Tome V : Tomus V. In quatuor partes divisus. Quarum prior de "Ducibus" et "Comitibus" provincialibus Galliae libros tres : Secunda de origine & statu feudorum pro moribus Galliae librum singularem. Tertia vero in libros "Clementinarum" commentarios : Quarta demum sex praelectiones solemmnes habitas pro instaurandis scholis, exhibet Lire en ligne.
- Tome VI : De fictionibus juris libri septem. Quibus accessit solemnis praelectio ad I. cum societas, ff. pro socio Lire en ligne.
- Tome VII : Brevis et enucleata expositio in Institutionum Justiniani libros quatuor Lire en ligne.
- Tome VIII : Recitationes quotidianae... Lire en ligne.
- Tome IX : Dissertationum juris canonici libri sex, quorum duo priores De adjutoribus episcoporum. Duo medii De sacris censibus : Duo ultimi De parochis, deque officio & potestate parochi Lire en ligne.
- Tome X : Commentarius perpetuus in singulas Decretales Innocentii III Lire en ligne.
- Tome XI : Tomus XI. Exhibens notas & observationibus ad X. libros Historiae francorum B. Gregorii Turonensis episcopi, & supplementum Fredegarii Lire en ligne.

Selon des Mémoires contenant la vie de M. de Hauteserre, doyen de l'Université de Tholoze conservé dans un manuscrit de la bibliothèque de l'Arsenal à Paris (cote : Ms.5504), Dadin de Hauteserre a écrit d'autres textes qui n'ont pas été publiés et sont considérés comme perdus : la troisième partie des Annales d'Aquitaine ; les volumes 3, 4 et 5 de ses récitations de droit romain ; un commentaire sur toutes les décrétales d'Alexandre III contenues dans le Liber Extra ; des observations sur les épîtres de Clément IV ; des mémoires sur le droit français ; un huitième livre du De fictionibus ; De universitatibus et jurisperitis qui ab Irnerio floruerunt ; une lettre de controverse contre un bénédictin.
En 1876, Philippe Tamizey de Larroque publie les Lettres inédites d'A. Dadine d'Auteserre, annotées et précédées d'une notice biographique lire en ligne.